# Campionato mondiale di scherma 1981
Il Campionato mondiale di scherma del 1981 si è svolto a Clermont-Ferrand in Francia.
Sono stati assegnati 2 titoli femminili e 6 titoli maschili:
- femminile
  - fioretto individuale
  - fioretto a squadre
- maschile
  - fioretto individuale
  - fioretto a squadre
  - sciabola individuale
  - sciabola a squadre
  - spada individuale
  - spada a squadre

## Risultati

### Uomini
| Evento                          | Oro                                                                               | Argento                                                                              | Bronzo                                                                   |
| Spada                           |                                                                                   |                                                                                      |                                                                          |
| Spada individuale (dettagli)    | Zoltán Székely                                                                    | Aleksandr Možaev                                                                     | Elmar Borrmann                                                           |
| Spada a squadre (dettagli)      | Unione Sovietica Ašot Karagjan Aleksandr Možaev Leonid Dunaev Valerij Chondogo    | Svizzera François Suchanecki Gabriel Nigon Daniel Giger Michel Poffet Patrice Gaille | Ungheria Ernő Kolczonay Balázs Dénes Zoltán Székely László Pethő         |
| Fioretto                        |                                                                                   |                                                                                      |                                                                          |
| Fioretto individuale (dettagli) | Vladimir Smirnov                                                                  | Petru Kuki                                                                           | Angelo Scuri                                                             |
| Fioretto a squadre (dettagli)   | Unione Sovietica Vladimir Smirnov Aleksandr Roman'kov Jurij Lykov Sabiržan Ruziev | Italia Angelo Scuri Andrea Borella Mauro Numa Carlo Montano                          | Germania Ovest Matthias Behr Harald Hein Frank Beck Matthias Gey         |
| Sciabola                        |                                                                                   |                                                                                      |                                                                          |
| Sciabola individuale (dettagli) | Dariusz Wódke                                                                     | Imre Gedővári                                                                        | Michele Maffei                                                           |
| Sciabola a squadre (dettagli)   | Ungheria György Nébald Rudolf Nébald Imre Gedővári Pál Gerevich                   | Unione Sovietica Nikolaj Alëchin Andrej Alšan Viktor Krovopuskov Michail Burcev      | Polonia Leszek Jabłonowski Jacek Bierkowski Tadeusz Piguła Dariusz Wódke |

### Donne
| Evento                          | Oro                                                                                   | Argento                                                                  | Bronzo                                                                        |
| Fioretto                        |                                                                                       |                                                                          |                                                                               |
| Fioretto individuale (dettagli) | Cornelia Hanisch                                                                      | Luan Jujie                                                               | Dorina Vaccaroni                                                              |
| Fioretto a squadre (dettagli)   | Unione Sovietica Larisa Cagaraeva Marina Soboleva Valentina Sidorova Nailja Giljazova | Germania Ovest Cornelia Hanisch Ute Wessel Ingrid Losert Sabine Bischoff | Ungheria Ildikó Schwarczenberger Edit Kovács Zsuzsanna Szőcs Gertrúd Stefanek |

## Medagliere
| Posizione | Nazione          |   |   |   | Totale |
| --------- | ---------------- | - | - | - | ------ |
| 1         | Unione Sovietica | 4 | 2 | 0 | 6      |
| 2         | Ungheria         | 2 | 1 | 2 | 5      |
| 3         | Germania Ovest   | 1 | 1 | 2 | 4      |
| 4         | Polonia          | 1 | 0 | 1 | 2      |
| 5         | Italia           | 0 | 1 | 3 | 4      |
| 6         | Cina             | 0 | 1 | 0 | 1      |
| 6         | Romania          | 0 | 1 | 0 | 1      |
| 6         | Svizzera         | 0 | 1 | 0 | 1      |
| Totale    | Totale           | 8 | 8 | 8 | 24     |